# Geography Club
Geography Club (en español, El Club de Geografía) es una película estadounidense de comedia y drama basada en el best seller homónimo de Brent Hartinger, dirigida y escrita por el dúo de hermanos gemelos Gary y Edmund Entin respectivamente y producida por Huffington Pictures en asociación con la Levy Leder Company. Ambientada en el mundo académico, la trama sigue la vida de Russell Middlebrook, que se suma a una historia de jóvenes escondiéndose su verdadera identidad en la vista de todos, algunos de ellos, dentro de un misterioso y aislado club social encubierto.
La cinta está protagonizada por Cameron Deane Stewart, Justin Deeley, Andrew Caldwell y Ally Maki. Fue estrenada el 15 de noviembre de 2013 por la compañía Breaking Glass Pictures.

## Argumento
Con dieciséis años de edad, la vida de Russell (Cameron Deane Stewart) es la habitual de cualquier estudiante, y parece tener su futuro escrito por su familia, que han preparado para él la típica vida modelo de estudiante de Yale con buen porvenir. Pero todo cambiará cuando conozca a Kevin (Justin Deeley), el capitán del equipo de fútbol del instituto. Con él comenzará una relación secreta para que la carrera del futbolista no esté en peligro y, lo más importante, ninguno de los dos sea la burla del instituto. Más adelante, Russell se apuntará al Club de Geografía de la escuela que en realidad nada tiene que ver con la geografía, sino más bien un club de apoyo secreto, donde tres jóvenes se reúnen después de las clases para compartir discretamente sus sentimientos y experiencias, en ello encontramos a Min (Ally Maki) y Terese (Nikki Blonsky) que dicen a todos que sólo son muy buenas amigas, luego está Ike (Alex Newell) que no puede averiguar quién es o quién quiere ser. Ellos ya habían reservado un salón abandonado del colegio utilizando un alias que suene tan aburrido en el que nadie quiera unirse como lo es un club de geografía y, hasta el momento, logran  encubrirse del resto de sus compañeros, manteniendo así sus secretos a salvo. Aun así, sus secretos no podrán ser ocultados por siempre y cada personaje deberá enfrentarse a la elección de revelar quiénes son en realidad.
La película relata sobre adolescentes contemporáneos que descubren sus propias identidades sexuales, sueños y valores y no solamente viven fuera de los deseos y ambiciones de sus padres. Russell, Kevin, Min, Terese y Ike no pueden aprender acerca de los lugares reales en su club social encubierto, pero se atreven a explorar el abundante peligro de la intrigante oligarquía que forma parte del paisaje del Instituto Goodkind y que con valentía comienzan su viaje en el apasionante terreno, aún inexplorado del corazón humano.

## Reparto
- Cameron Deane Stewart es Russell Middlebrook.
- Justin Deeley es Kevin Land.
- Andrew Caldwell es Gunnar.
- Ally Maki es Min.
- Nikki Blonsky es Terese.
- Meaghan Martin es Trish.
- Allie Gonino es Kimberly.
- Alex Newell es Ike.
- Teo Olivares es Brian Bund.
- Scott Bakula es Carl Land.
- Marin Hinkle es Barbara Land.
- Ana Gasteyer es Mrs. Toles
- Dexter Darden es Jared Sharp.
- Grant Harvey es Nolan Lockwood.

## Lanzamiento
Geography Club se estrenó el 27 de abril de 2013, en el  Newport Beach Film Festival. La película recibió un lanzamiento limitado teatral por Breaking Glass Pictures el 15 de noviembre de 2013, y también fue lanzado en formato digital en iTunes , Amazon Instant Video y VOD en el mismo día.

## Recepción
Según la revisión, el filme goza de referencias positivas por parte de la crítica cinematográfica, así como también por una buena aprobación del público; Rotten Tomatoes informó que el 64% de las críticas relacionadas con la película fueron positiva basada en 11 comentarios, con una puntuación media de 5.2 sobre 10, teniendo una clasificación de "frescura o fresh".
Metacritic, asigna una calificación normalizada de 100 basado en los comentarios de los críticos, la película tiene una puntuación de 57 sobre la base de 5 evaluaciones, lo que indica "críticas mixtas o promedio".
IMDb califica con un 65% de puntuaciones positivas basada en 1668 usuarios, donde 24 de ellos son críticos, cuya puntuación es de 6.5 sobre 10, denotando con "críticas positivas o buenas críticas".
En el sitio Film TV califica con un 92 % de críticas positivas, una puntuación normalizada de 4.6 sobre 5 sobre la base de 3 reseñas, recibiendo "excelentes críticas".
Mientras tanto, en Amazon.com el filme logró alcanzar una puntuación de 8.6 sobre 10, de esta manera el 86 % de las críticas hacia la película fueron positivas, basándose dicha información en 60 reseñas.
Reseña de los críticos de cine
Larry Murray, miembro de la asociación GALECA, calificó a la película como «una de las mejores películas del año 2013 de temática LGBT», capturando los terribles días de antaño con un elenco «fresco» que mantiene a la película «animada» y «real», «Geography Club tiene una historia un tanto familiar», pero con un montón de «vueltas y revueltas» para mantenerse «adivinando». También señaló que tuvo una de las aperturas más amplias que cualquier película independiente de cómo "salir del armario" hasta la fecha, en cuanto a calidad, tan bueno como cualquiera de los estudios generales, tal vez incluso mejor, ya que los personajes y las historias de esta película siguen estando todos, gente honesta y reales.
Peter Debruge indicó en la revista Variety, que la idea de la cinta no es la de excitar con mal gusto las hormonas adolescentes, sino el de «ofrecer una salida para todos los jóvenes que adquieren la angustia mental mientras tratan de encontrar su lugar en el mundo».
Gary Goldstein escribió en el periódico Los Angeles Times relacionado al filme que, la conclusión de la película asume un riesgo que, si bien creíble, demuestra de manera espectacular el desenlace - románticamente - insatisfactorio. Aun así, cuando se trata de un material de temática gay constructivo destinado a los adolescentes, tal vez la mitad de un pan sigue siendo mejor que nada. La calificó como «dulce», «leve» y con «frecuencia familiar», también elogió a los protagonistas (Stewart y Deeley), argumentando que «son actores atractivos y naturales con una química convincente», y sobre las escenas entre Russell y Kevin dijo que «tenía un gran potencial aprovechar largamente esa historia de pastel-celestial que lo hacían honestos, convincentes y francamente atractivos».
Glenn Summi de la Now de Toronto examinó la película diciendo que es muy recomendable y la calificó con "mención de honor" con una puntuación de «NNNN» , numéricamente una calificación de 4 sobre 5, argumentó que Geography Club podría no ser el aspecto más innovador en la que sale y la aceptación en la escuela secundaria, pero su «espíritu dulce captura la sensación y el tono de la novela para adultos jóvenes de Brent Hartinger», añadiendo al final que la "película tiene un enfoque suave a la intimidación y la homofobia internalizada, pero Entin nunca recurre a las caricaturas. Los personajes reaccionan a las situaciones creíble, los forasteros no son todos santos, y los adultos y los antagonistas son creíbles".
Para Neil Genzlinger, del periódico The New York Times, la cinta es una «útil introducción a la temática, a pesar de haber sentido como un retroceso». Indicó que el rollo está en su punto más fuerte cuando Russell y Kevin se enfrentan a la evidencia de su carácter provocados por sus interacciones con los estudiantes homofóbicos. Reflexionó sobre el tema diciendo "Como en la vida real, hacer lo correcto es a veces más de lo que una persona joven puede gestionar ante la presión de los compañeros.
Escribiendo para el Huffington Post, John Lopez describe la película como entretenida y alaba los temas como "universal y relevante", así como para tratar de definir una "nueva normalidad", donde la homosexualidad es tan cotidiano como tratando de echar un polvo dramático en la escuela secundaria, sí, pero es universal y fácil de identificarse.
El MTRCB elogia la película como "dulce y sensible" , "la película está basada en la primera novela del mismo nombre con una dirección matizada y actuaciones que hacen de esta, una visita obligada y muy recomendable".
La revista norteamericana, Entertainment Tonight aclamó la cinta diciendo "Cada año el estreno de una película tan importante culturalmente, conviene imponer la visión. Este año, esa película es Geography Club ".

## Banda sonora
- Other Voices - Parade of Lights
- Come Alive - Astoria Kings

## Premios
- 2013: L.A. Outfest, premio audiencia a la mejor película.
- 2014: TLA Gaybies, mejor película de comedia.

## Multimedia
Breaking Glass Pictures estrenó Geography Club en DVD el 25 de marzo de 2014.